# Вибух у Леонтіївському провулку
Вибух у Леонтіївському провулку 25 вересня 1919 року — терористичний акт, здійснений групою анархістів з метою знищення керівництва московського комітету РКП(б). Унаслідок вибуху кинутої терористом Соболєвим бомби загинуло 12 осіб, ще 55 зазнали поранень.

## Теракт

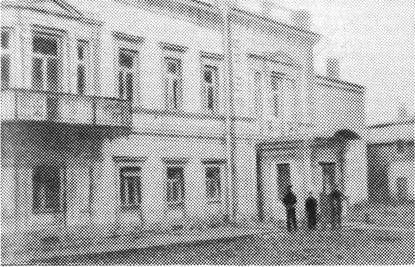
Будівля Московського комітету РКП(б) до вибуху, будинок графа Уварова — середина XVIII ст.; перша третина XIX ст., арх. Костянтин Биковський, Сергій Соловйов

25 вересня 1919 року в приміщенні Московського комітету РКП(б), розташованого у Леонтіївському провулку, відбувалось засідання з питань постановки агітації й вироблення плану роботи в партійних школах. Серед присутніх були відповідальні партійні працівники Москви, районні делегати, агітатори й лектори, разом близько 100–120 осіб. Всі вони були розміщені в тисняві у невеликій кімнаті. Першими свої доповіді зачитали член ЦК партії Микола Бухарін, а також більшовики Покровський і Преображенський, збори приступили до розбору поданого на розгляд плану організації партшкіл. У цей час частина зібрання почала розходитись. Голова зборів, Олександр М'ясников запропонував бажаючим піти жвавіше звільнити приміщення, оскільки шум заважав проведенню зборів. У той же момент, приблизно з боку останнього ряду, біля вікна в сад, почувся гучний тріск. Присутні в приміщенні одночасно побігли до дверей, де миттєво утворились затори.
Як у подальшому стверджували очевидці, секретар Московського комітету РКП(б) Володимир Загорський вискочив з-за столу президії, кинувся у бік пострілу, вигукуючи: «Спокійніше, нічого особливого немає, ми зараз з'ясуємо, у чому справа». Можливо, це внесло заспокоєння до натовпу делегатів, і саме тому значній частині з них удалось залишити приміщення до вибуху. Приблизно за хвилину відбулась детонація кинутої бомби. Як у подальшому вдалось установити, злочинці втекли через хвіртку в бік Чернишевського провулку.

## Наслідки та їх ліквідація

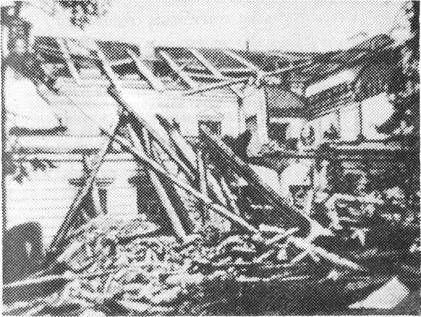
Результати вибуху в Леонтіївському провулку. Реставрацію будинку провів 1922 року архітектор Володимир Маят. Нині в будівлі розміщено Посольство України в Росії

В результаті вибуху сильно постраждав будинок, особливо його тильний бік. Фасад і парадні сходи постраждали порівняно не сильно. Спереду було вибито всі шибки, місцями зірвано рами та двері. У підлозі приміщення бомба пробила велику дірку, близько трьох метрів у діаметрі. Сила вибуху була такою, що в підлозі були переламані дві товсті балки. Вся задня частина будівлі рухнула в сад, туди ж упала знесений вибухом залізний дах.
Розбирання завалів та звільнення убитих і поранених почались за п'ятнадцять хвилин після вибуху. Робота тривала всю ніч з 25 на 26 вересня 1919 року. Більше всього убитих і важко поранених було в середніх та задніх рядах, ті, хто сидів у передніх рядах та в президії, зазнали забоїв та контузій. На місце вибуху прибув майже у повному складі пленум Мосради.
Тіла дев'яти загиблих від вибуху в цинкових трунах були перенесені до Будинку Союзів. 28 вересня 1919 року відбулись масові мітинги, на яких робітники та військовослужбовці несли плакати з лозунгами:
- «Ваша мученицька смерть — заклик до розправи з контрреволюціонерами!»
- «Ваш виклик приймаємо, хай живе нещадний червоний терор!»
- «Бурлацька душа тужить про вашу смерть, бурлацькі серця убивцям не пробачать!»
- «Не будемо плакати про вбитих, ущільнимо свій стрій!»
- «Вас убили з-за кута, ми переможемо відкрито!»

Того ж дня загиблих було поховано в братській могилі біля Кремлівської стіни. З промовами, присвяченими їхній пам'яті, виступили Лев Каменєв, Лев Троцький, Калінін, Зинов'єв.
В результаті теракту загинуло загалом 12 осіб:
1. співробітниця губкому РКП Марія Волкова (померла 29 вересня 1919 року в лікарні)
2. працівниця Хамовницького райкому РКП Ірина Ігнатова.
3. секретар Московського комітету РКП Володимир Загорський.
4. секретар Залізничного райкому РКП Анфіса Ніколаєва
5. агітатор Алексеєво-Ростокінського райкому РКП Георгій Разорьонов-Нікітін
6. агітатор Григорій Титов
7. співробітниця Московського комітету РКП Анна Халдіна
8. член Мосради Микола Кропотов
9. член Реввоєнради Східного фронту Олександр Сафонов
10. Абрам Кваш
11. слухач Центральної партшколи Соломон Танкус
12. слухач Центральної партшколи Колбін

Серед 55 поранених були Олександр М'ясников та Микола Бухарін, останній під час вибуху був поранений в руку.

## Розслідування
25 вересня 1919 року в газеті «Анархія» було опубліковано заяву, в якій відповідальність за здійснення терористичного акту була взята анархістським угрупуванням «Всеросійський повстанський комітет революційних партизанів». За розслідування теракту взялась Московська Надзвичайна комісія. Організатор теракту Казимир Ковалевич і бомбометатель Петро Соболєв були вбиті під час затримання, оскільки відчайдушно відстрілювались і кидались бомбами. Ще сім анархістів здійснили самопідрив дачі у Краскові разом із собою, коли зрозуміли, що вони були оточені чекістами. Ще один, дехто Барановський, залишився живим та був заарештований. Вісім учасників підготовки теракту — Гречаніков, Цинципер, Домбровський, Восходов, Ніколаєв, Ісаєв, Хлебнийський та Барановський були розстріляні за постановою МНК.

## Галерея

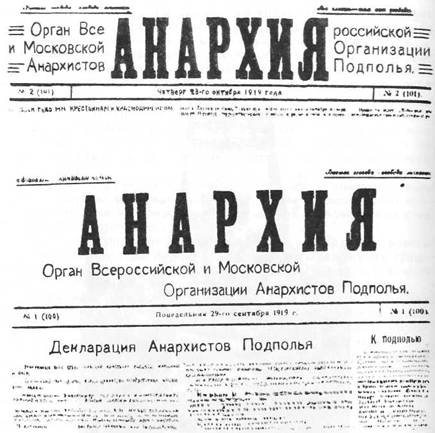
Перша шпальта газети "Анархія" з декларацією анархістів
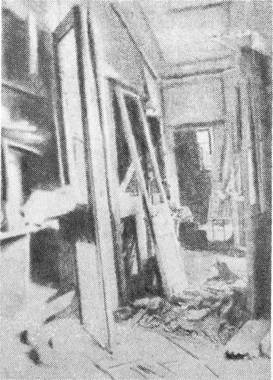
Зірвані в результаті вибуху двері
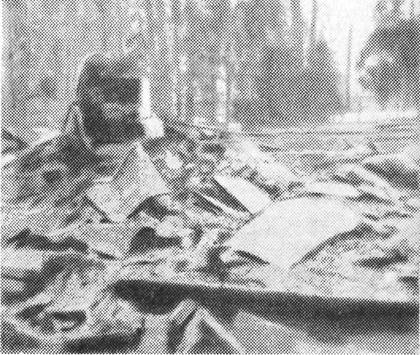
Підірвана дача в Красково
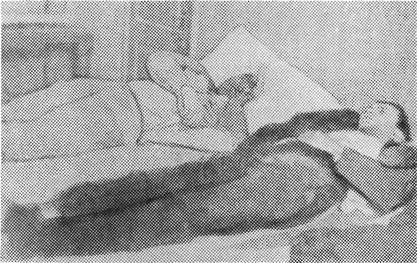
Тіла Кваша (зверху) й Кропотова (знизу)
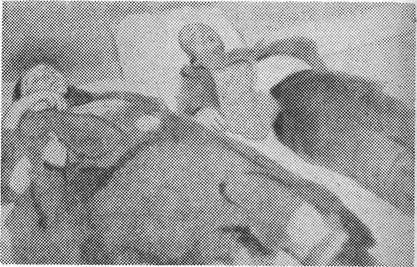
Тіла Ніколаєвої (ліворуч) й Сафонова (праворуч)
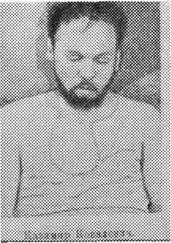
Мертвий Казимир Ковалевич
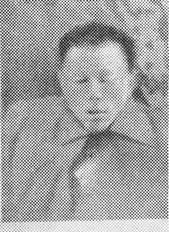
Мертвий Петро Соболєв
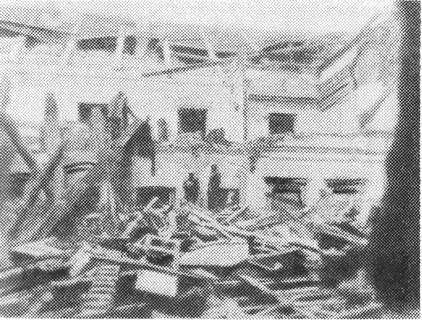
Пожежні працюють на місці вибуху
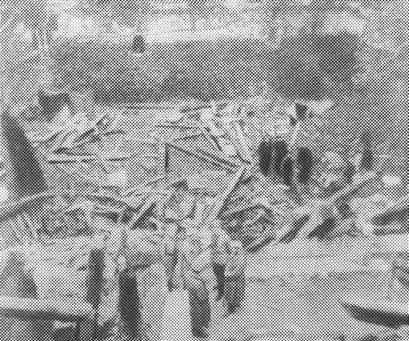
Розбирання завалів на місці вибуху
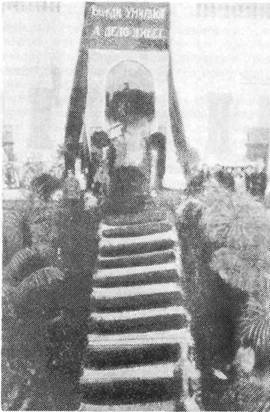
Труни в колонній залі Будинку Союзів
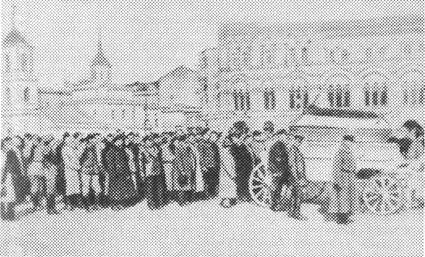
Похорон загиблих